# Murailles de Montiano
Les Murailles de Montiano (en italien : Mura di Montiano) constituent le système défensif de Montiano, une frazione de la commune de Magliano in Toscana, (province de Grosseto), en Toscane.

## Histoire
Les murailles ont été construites à l'époque médiévale pour défendre le centre agricole florissant. Les travaux furent achevés par les Aldobrandeschi à la fin du XIIIe siècle, lorsque Montiano était déjà incorporé au comté de Soana.
Dans les périodes ultérieures, la structure défensive ne fut modifiée ni par les Siennois ni par les Médicis ; ce n'est que dans certaines zones qu'elle a été partiellement ou entièrement incorporée par les murs extérieurs des bâtiments résidentiels.

## Description
Les murs de Montiano délimitent complètement le village, se développant selon une forme elliptique.
Sans structures fortifiées significatives, ils sont constitués exclusivement d'une courtine recouverte de blocs de pierre, qui dans certaines sections est incorporée ou surmontée par les murs d'enceinte extérieurs des bâtiments du centre. Dans l'ensemble, ils ont discrètement conservé les éléments stylistiques médiévaux d'origine.
La seule porte d'accès au village, la Porta Montiano, s'ouvre le long de la partie sud-est de l'enceinte.